# Triatoma
Triatoma là một chi côn trùng trong phân họ Triatominae, họ Reduviidae. Các loài trong chi Triatoma là các loài hút máu và có thể truyền các bệnh nguy hiểm như bệnh Chagas.

## Các loài theo ECLAT
- T. amicitiae Lent, 1951b
- T. arthurneivai Lent & Martins, 1940 (Tc)
- T. baratai Carcavallo & Jurberg, 2000
- T. barberi Usinger, 1939 (Tc) [vật chủ trung gian truyền bệnh ở một vài nơi thuộc miền trung và nam Mexico].
- T. bolivari Carcavallo, Martínez & Peláez, 1987
- T. bouvieri Larrousse, 1924
- T. brailovskyi Martínez, Carcavallo & Peláez, 1984
- T. brasiliensis Neiva, 1911b (Tc) [vật chủ trung gian truyền bệnh ở miền đông bắc Brazil].
- T. breyeri Del Ponte, 1929
- T. carcavalloi Jurberg et al., 1998
- T. carrioni Larrousse, 1926 (Tc)
- T. cavernicola Else & Cheong, in Else et al.,1977
- T. circummaculata (Stal, 1859) (Tc)
- T. costalimai Verano & Galvão, 1958 (Tc)
- T. deaneorum Galvão, Souza & Lima, 1967
- T. delpontei Romaña & Abalos, 1947 (Tc)
- T. dimidiata (Latreille, 1811) (Tc) [vật chủ trung gian truyền bệnh ở một vài nơi thuộc Mexico, Trung Mỹ, Colombia và Ecuador].
- [[T. dispar Lent, 195 (Tc)
- T. dominicana Poinar 2005 (tuyệt chủng, Eocene)
- T. eratyrusiformis Del Ponte, 1929 (Tc)
- T. garciabesi Carcavallo et al., 1967 (Tc)
- T. gerstaeckeri (Stal, 1859) (Tc).
- T. gomeznunezi Martinez, Carcavallo & Jurberg, 1994
- T. guasayana Wygodzinsky & Abalos, 1949 (Tc)
- T. guazu Lent & Wygodzinsky, 1979
- T. hegneri Mazzotti, 1940 (Tc)
- T. incrassata Usinger, 1939
- T. indictiva Neiva, 1912
- T. infestans (Klug, 1834) (Tc) [vật chủ trung gian truyền bệnh ở ở miền nam Chile].
- T. juazeirensis Costa & Felix, 2007 (Tc)
- T. jurbergi Carcavallo et al., 1998b
- T. klugi Carcavallo et al., 2001
- T. lecticularia (Stal, 1859) (Tc)
- T. lenti Sherlock & Serafim, 1967 (Tc)
- T. leopoldi (Schoudeten, 1933)
- T. limai Del Ponte, 1929
- T. maculata (Erichson, 1848) (Tc)
- T. matogrossensis Leite & Barbosa, 1953 (Tc)
- Triatoma melanica|T. melanica]] Neiva & Lent, 1941 (Tc)
- T. melanocephala Neiva & Pinto, 1923b (Tc)
- T. mexicana (Herrich-Schaeffer, 1848)
- T. migrans Breddin, 1903
- T. neotomae Neiva, 1911d (Tc)
- T. nigromaculata (Stal, 1872) (Tc)
- T. nitida Usinger, 1939 (Tc)
- T. oliveirai (Neiva et al., 1939)
- T. patagonica Del Ponte, 1929 (Tc)
- T. peninsularis Usinger, 1940 (Tc)
- T. petrochiae Pinto & Barreto, 1925 (Tc)
- T. platensis Neiva, 1913 (Tc)
- T. protracta (Uhler, 1894) (Tc)
- T. pseudomaculata Correa & Espínola, 1964 (Tc)
- T. pugasi Lent, 1953b
- T. recurva (Stal, 1868) (Tc)
- T. rubida (Uhler, 1894) (Tc)
- T. rubrofasciata (De Geer, 1773) (Tc): Đây là loài xuất hiện và tấn công người hàng loạt tại Việt Nam
- T. rubrovaria (Blanchard, in Blanchard & Bulle, 1843) (Tc)
- T. ryckmani Zeledón & Ponce, 1972
- T. sanguisuga (Leconte, 1855) (Tc)
- T. sherlocki Ryckman, 1962
- T. sinaloensis Papa et al. 2002 (Tc)
- T. sinica Hsaio, 1965
- T. sordida (Stal, 1859) (Tc)
- T. tibiamaculata (Pinto, 1926b) (Tc)
- T. vandae Carcavallo et al. 2002
- T. venosa (Stal, 1872) (Tc)
- T. vitticeps (Stal, 1859) (Tc)
- T. williami Galvão, Souza & Lima, 1965 (Tc)
- T. wygodzinskyi Lent, 1951c

## Hình ảnh

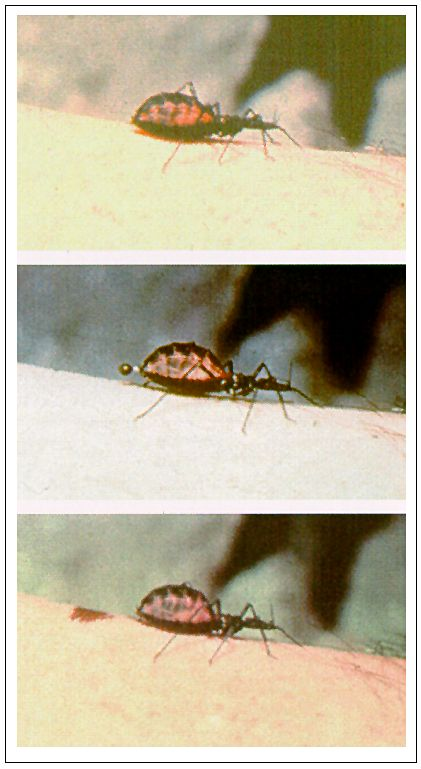